# Chiesa di San Felice da Nola (Comano Terme)
La chiesa di San Felice da Nola è una chiesa cimiteriale a Bono, frazione di Comano Terme, in Trentino. Risale al XV secolo.

## Storia

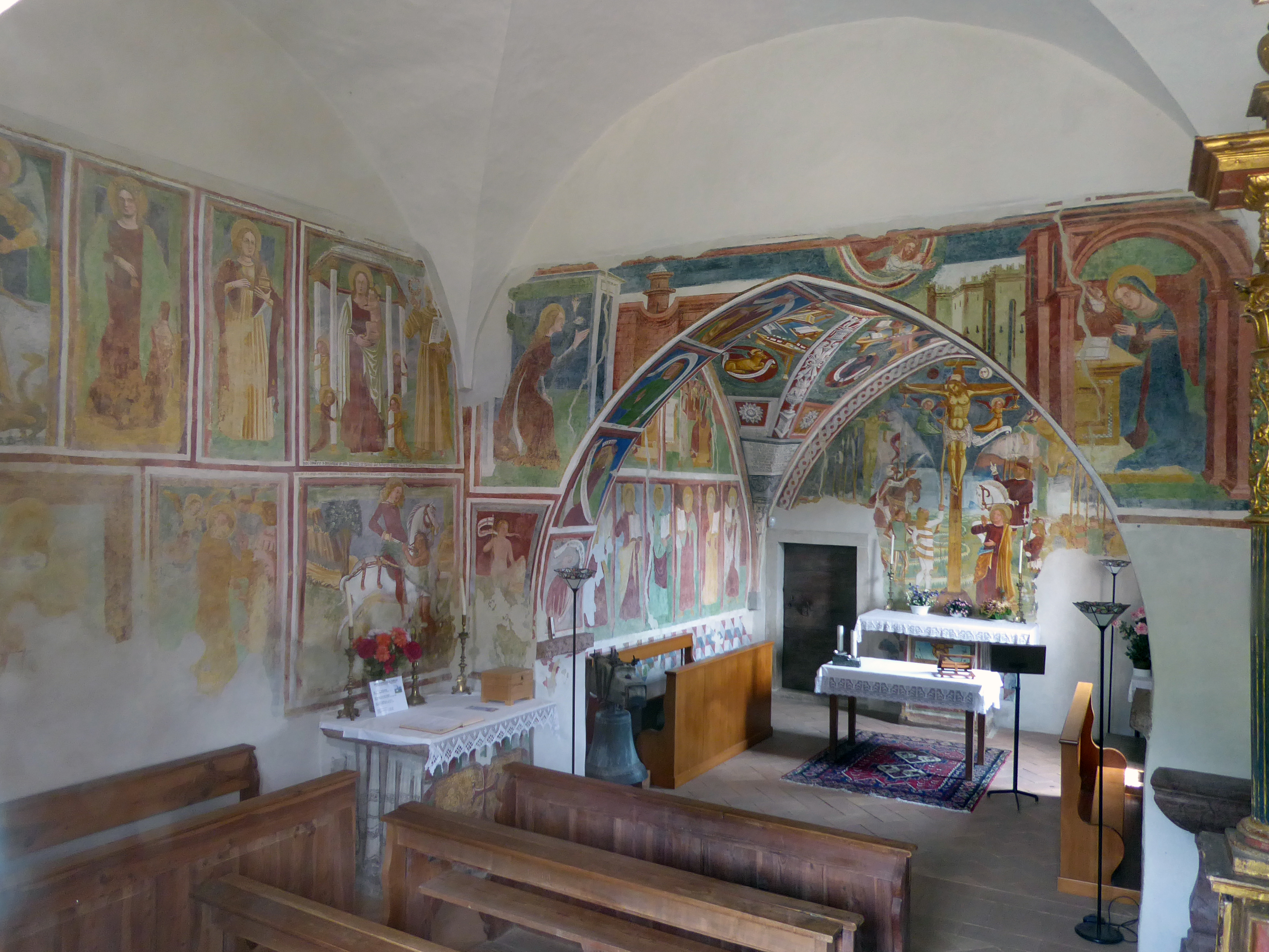
Interno

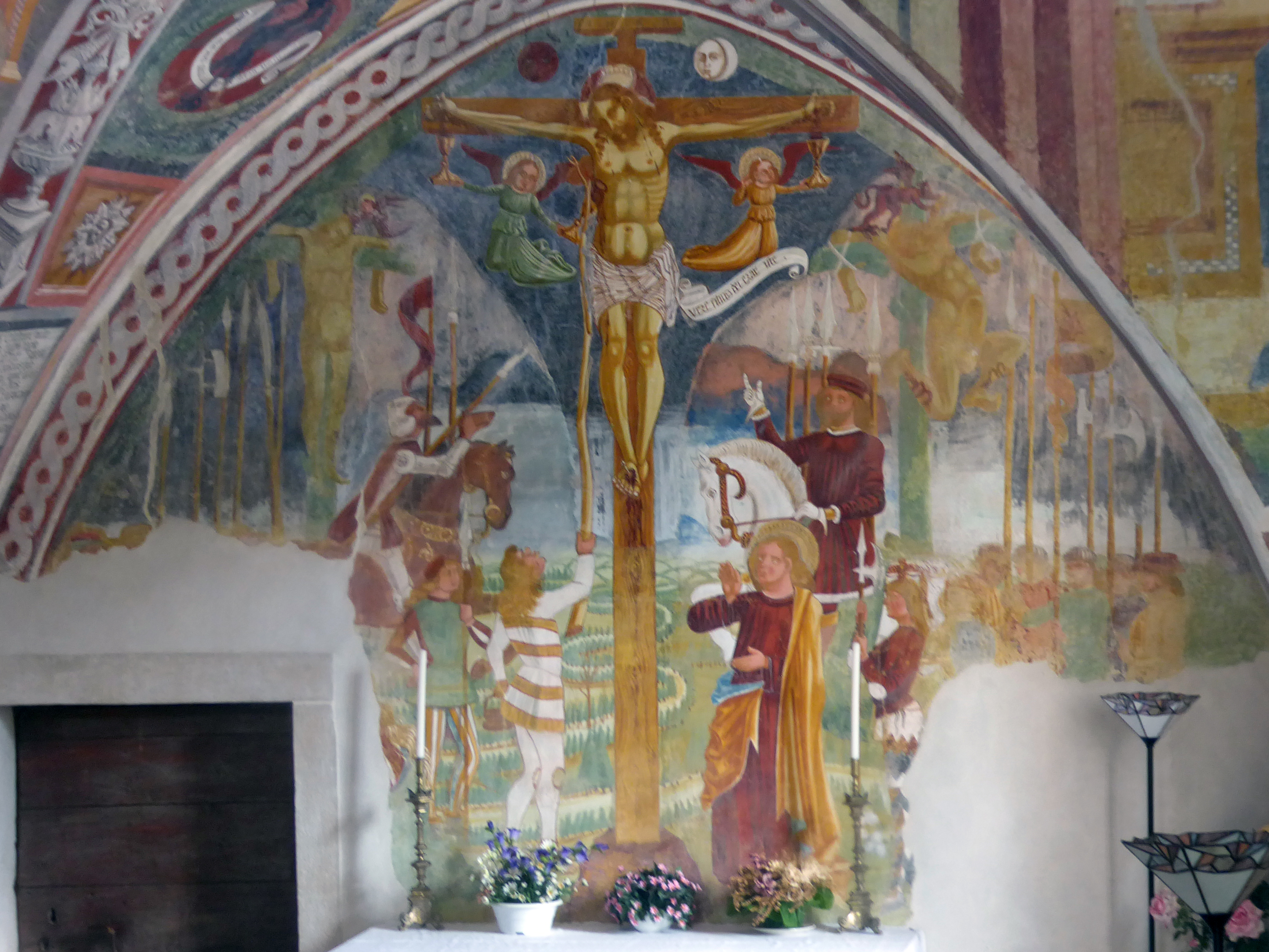
Affresco della crocifissione di Gesù nel presbiterio

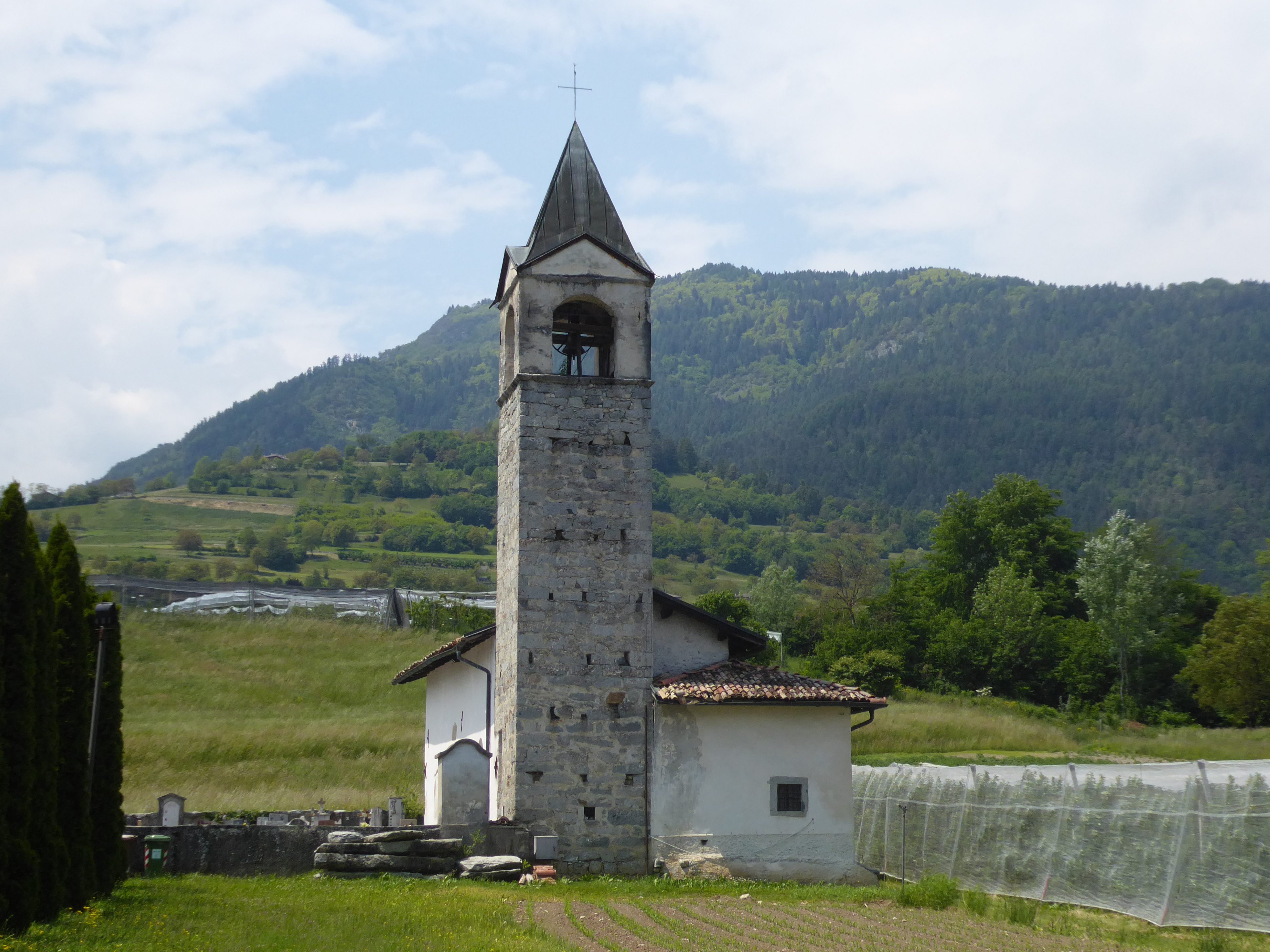
Vista della chiesa da dietro

Una prima chiesetta dedicata a San Felice da Nola, in località Bono, è presente sin dal 1447, e da quell'anno fu oggetto di notevoli interventi di ampliamento dell'aula e della sua decorazione. La volta con l'arco santo e le pareti vennero affrescati da Cristoforo I Baschenis e da pittori della sua scuola.
Alla fine del XVI secolo la chiesa venne ampliata in altezza, e di conseguenza fu rifatto il tetto. Circa due secoli dopo il campanile fu oggetto di ristrutturazione, ed in tale occasione vennero riviste le coperture sia dello stesso campanile sia della chiesa.
Nella seconda metà del XX secolo, nel 1976, l'edificio fu danneggiato dal sisma che colpì il territorio e servirono tre anni per vedere conclusi i necessari lavori di messa in sicurezza e restauro che ne seguirono.
Durante tali interventi si pose mano agli affreschi che sino a quel momento erano stati nascosti dagli altari, si sistemarono le coperture con rispetto delle strutture originarie, inoltre si fece attenzione al drenaggio delle acque che potevano compromettere l'edificio.
Circa dieci anni più tardi si lavorò agli affreschi della volta presbiteriale e della navata, recuperando parti che nel tempo si erano rese meno evidenti. L'ultimo intervento risale al 2008, quando la campana, che si era danneggiata, venne sostituita a costo dei paesani. La campana originaria, dopo essere stata rimossa dalla sua sede sulla torre campanaria dove stava da cinque secoli, viene conservata nella chiesa.